# Алексеј Комаров
Москва
Алексеј Филипович Комаров (рус. Алексей Филиппович Комаров; Москва, 10. децембар 1921 — Москва, 13. мај 2013) био је совјетски веслачки репрезентативац, члан Веслачког клуба Крила Совјетов из Москве. Најчешће се веслао у саставу осмерца. Био је 12 пута првак Совјетског Савеза, а Европе 3 пута.
Учествовао је на Летњим олимпијским играма 1952. са осмерцем СССР. Освојили су сребрну медаљу иза осмерца САД.
Совјетски осмерац је веслао у саставу: Јевгениј Браго, Владимир Родимушкин, Алексеј Комаров, Игор Борисов, Слава Амирагов, Леонид Гисен, Јевгениј Самсонов, Владимр Крјуков и Игор Пољаков.
Алексеј Филипович Комаров је оснивач одељења Централног универзитета за физичку културу и један од теоретичара савремене теорије и технике веслања. Више од 45 година радио је на Академији за физичко васпитање као професор Катедре за веслачкки спорт. Коаутор је више уџбеника по којима се и данас учи.
Умро је 13. маја 2013. у 93 години живота.